# Uvaria topazensis
Uvaria topazensis är en kirimojaväxtart som först beskrevs av L.W. Jessup, och fick sitt nu gällande namn av L. L. Zhou, Y. C. F. Su och R. M. K. Saunde. Uvaria topazensis ingår i släktet Uvaria och familjen kirimojaväxter. Inga underarter finns listade i Catalogue of Life.